# Franklinia
Franklinia je monotipski biljni rod drveća iz porodice čajevki. Jedina vrsta je F. alatamaha iz jugoistočnoih Sjedinjenih država, gdje je poznata kao franklinovo drvo (»Franklin tree«)
Vrsta je u divljini nestala još 1803. godine.
Rod je opisan 1785., a ime je dobio u čast Benjamina Franklina (1706-1790)

## Sinonimi
- Lacathea florida Salisb.
- Gordonia alatamaha (Marshall) Sarg.
- Gordonia pubescens var. subglabra DC.
- Gordonia pubescens var. velutina DC.

## Galerija
- F. alatamaha, deblo
- F. alatamaha, listovi u jesen
- F. alatamaha, sjemenke
- F. alatamaha, cvijet
- F. alatamaha, krošnja